# Breuberg (Adelsgeschlecht)

Wappen der Dynasten von Breuberg

(Reiz von) Breuberg war ein im Odenwald und der Wetterau begütertes Dynastengeschlecht, das von den Herren (Reiz) von Lützelbach aus Höchst im Odenwald abstammte und im Jahre 1323 im Mannesstamm ausstarb.

## Geschichte
Um das Jahr 1050 löste sich die Zent Höchst im Odenwald von der Mark Umstadt, welche bereits ca. 755 von der Reichsabtei Fulda errichtet worden war, und die Fuldaer Äbte setzten dort die edelfreien Herren (Reiz) von Lützelbach, die bereits über Allodialbesitz in der Region verfügten, als Vögte ein. Ludwig von Luetzlebach wird urkundlich 1115 erwähnt, Wiknand von Luetzelbach, der Großvater des ersten Breubergers Konrad Reiz von Lützelbach 1160 erstmals und dessen Sohn Konrad erneut in 1189.
Ihre Stammburg wurde bisher in der Nähe der Lützelbacher Evangelischen Kirche vermutet. 2001 wurde beim Ausheben von Leitungsgräben auf dem Lützelbacher Friedhof ein starkes Fundament gefunden, mutmaßlich ein Bergfried, was diese Vermutung archäologisch stützt (Burg Lützelbach).

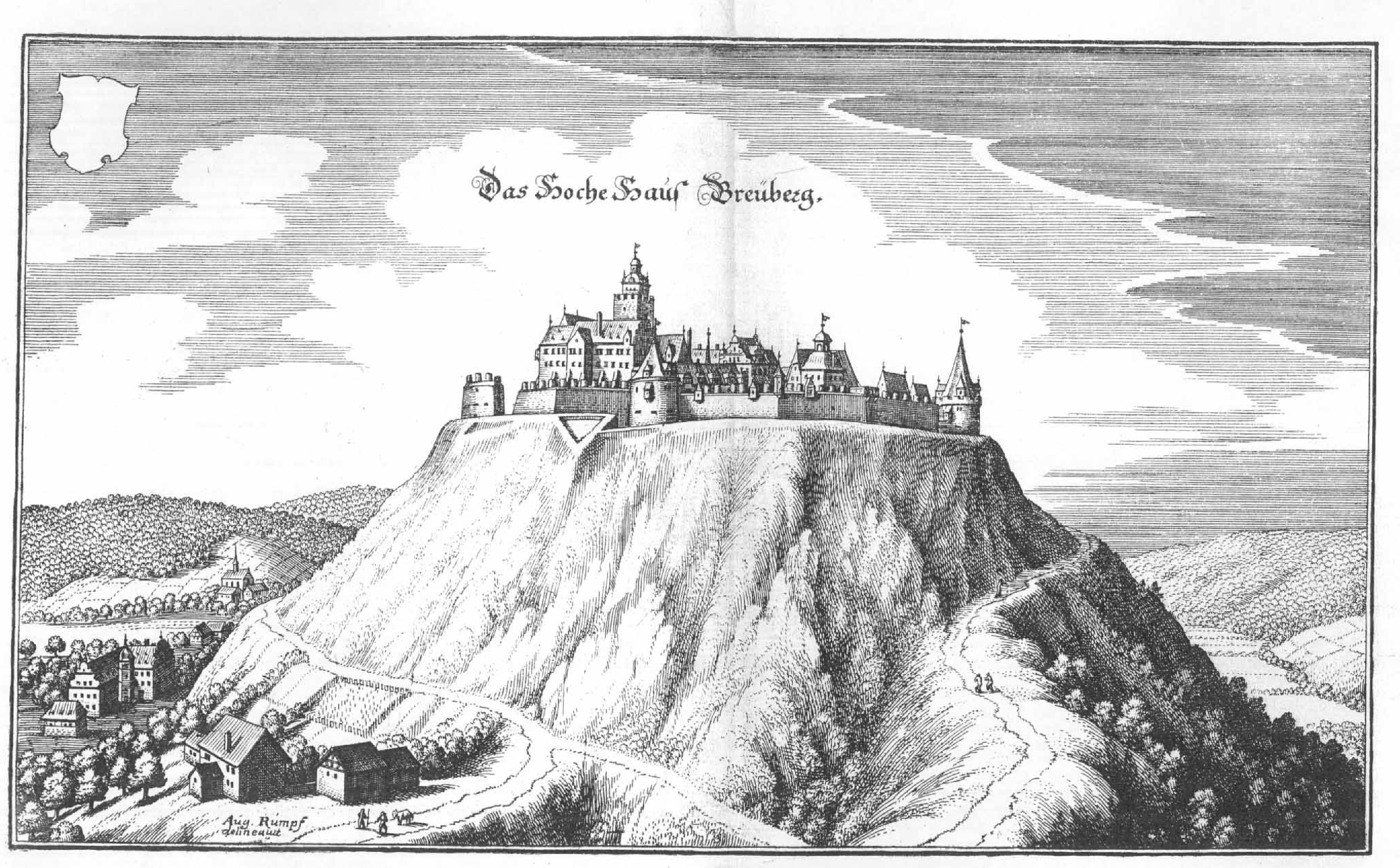
Burg Breuberg, Kupferstich nach dem Original von Merian

Konrad I. und seine Nachkommen erbauten um 1200 die gleichnamige Burg Breuberg und benannten sich fortan nach ihr. Durch die Heirat seines Sohnes Eberhard I. Reiz von Breuberg mit Mechtild (Elisabeth?), einer der Erbtöchter des Landvogts Gerlach II. von Büdingen, im Jahre 1239 verlagerten sich Macht, Besitz und Interessen auch in die Wetterau, wo die Breuberger Konrad II. (Erbauer der Burg Frankenstein), Arrois, Gerlach und Eberhard III. nacheinander das Amt des Landvogtes der Wetterau innehatten. Sie fanden im Kloster Konradsdorf bei Ortenberg ihre letzte Ruhestätte.
Unter Gerlach (1245–1306) und dessen Sohn Eberhard III. erreichte das Geschlecht seine Blütezeit, mit der größten territorialen Ausdehnung, Macht und Besitz. Unter König Rudolf von Habsburg konnte der Besitz der Breuberger, zusätzlich zum ursprünglichen Büdinger Besitz, 1282 um das Gericht Selbold und die Münze Gelnhausen, und 1297 um die Reichsstadt Mosbach am Neckar, die Münze Schwäbisch Hall sowie Köppern, Bergen und Oberrad als Reichslehen erweitert werden. Höhepunkt dieser Machterweiterung war 1282 der Erwerb der Frankfurter Burg Saalhof als Reichslehen (Pfandlehen) von König Rudolf I. König Ludwig der Bayer bestätigte Eberhard III. von Breuberg im Jahre 1317 die Belehnung mit der Ortschaft Gründau und dem Saalhof mit den dazugehörigen Fischerei- und Schifffahrtsrechten.

## Breuberger Grabplatten

Grabplatte des Gerlach von Breuberg (ca. 1245–1306)
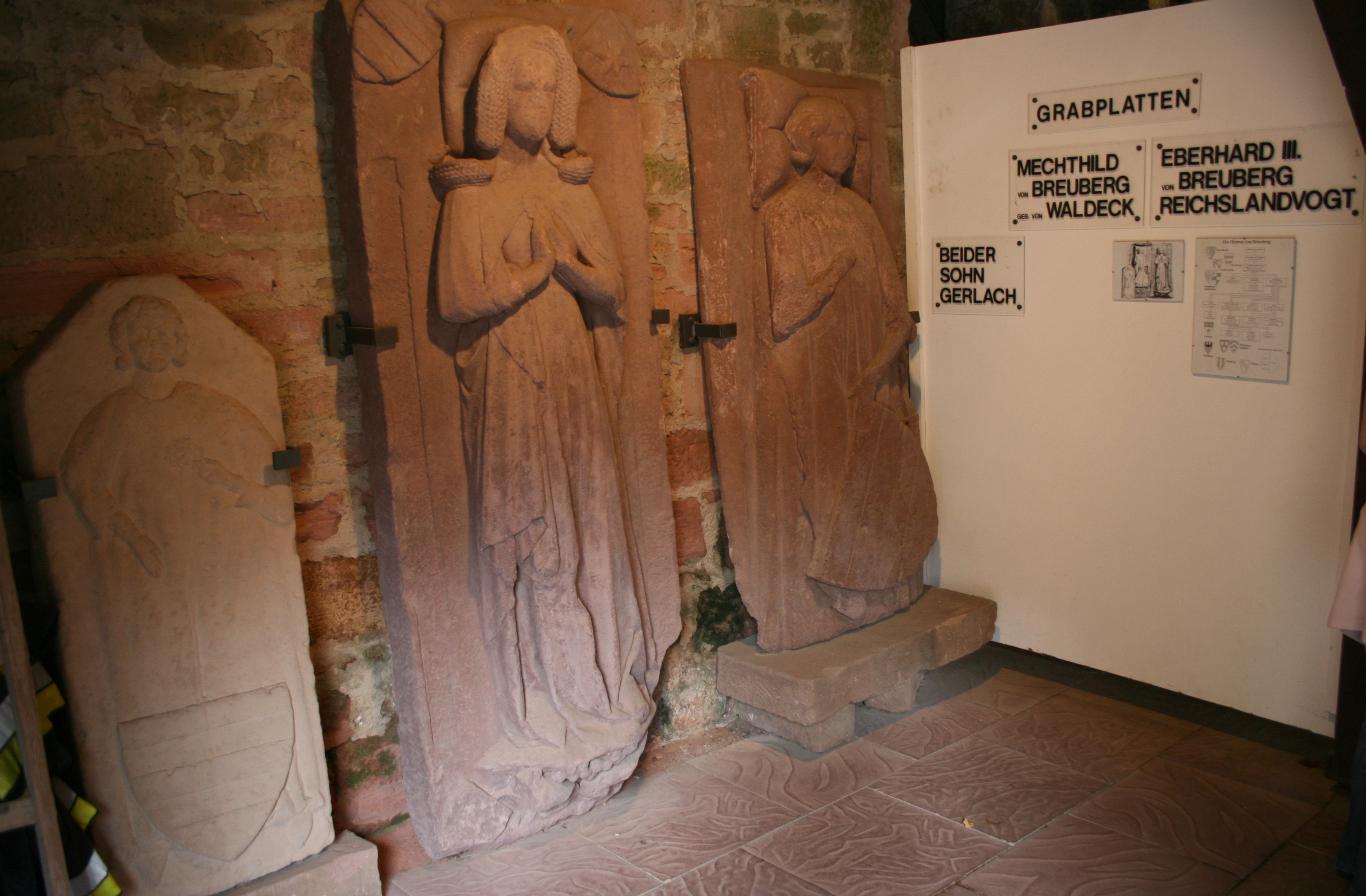
Grabplatten des Eberhard III. von Breuberg, seiner Frau Mechthild (geb. von Waldeck) und deren Sohn Gerlach in der Burg Breuberg
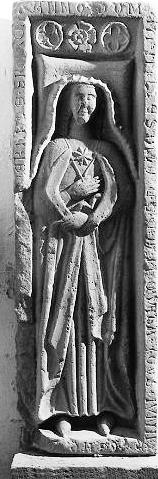
Grabplatte der Agnes von Breuberg, verh. Gräfin von Erbach († 1304)

Mit Eberhard III., der auch bis etwa 1322 als Wetterauer Reichslandvogt eine wichtige Rolle in der Reichspolitik spielte, starb die ältere Linie des Geschlechts im Jahre 1323 aus. Eberhards Töchter und Erbinnen waren Elisabeth, seit 1321 verheiratet mit Graf Rudolf IV. von Wertheim (1306–1355), und Luckarde (Lukardis, Lutgard) (* vor 1317; † nach 1365), seit 1328 verheiratet mit Gottfried V. von Eppstein († 1339). Die Herrschaft Breuberg im nördlichen Odenwald bestand als kondominaler Besitz weiter bis 1806. Das Grafenhaus Erbach und das Fürstenhaus Löwenstein-Wertheim führen die Bezeichnung Herr zu Breuberg in ihrer Titulatur und das Breuberger Wappen (in Silber zwei rote Balken) in ihren großen Wappen.
Die bis heute existierenden, im Mannesstamm direkten Nachkommen des Geschlechts sind die Reichsfreiherren von und zu Frankenstein durch Konrad I. von Breuberg, der den Namen Frankenstein nach dem Bau seiner gleichnamigen Festung um 1252 annahm.

## Bekannte Mitglieder des Geschlechts
- Conrad I. Reiz von Breuberg, erster Namensträger und vermutlicher Erbauer der Burg Breuberg
- Konrad II. Reiz von Breuberg († 1292), als Konrad I. von Frankenstein erster Namensträger und Erbauer der Burg Frankenstein
- Gerlach von Breuberg (* um 1245 † 1306), Landvogt in der Wetterau und Landfriedenshauptmann und Stellvertreter des Königs in Thüringen
- Eberhard III. von Breuberg († 1323), Landvogt in der Wetterau

## Stammtafel
Ludewig Reis de Lucelenbach
1. Wiknand von Lützelbach († 1160)
  1. Albrecht von Lützelbach († 1180)
  2. Konrad Reiz von Lützelbach (1178–1209)
    1. Konrad I. Reiz von Breuberg († 1242); ⚭ Agnes von Jagesberg-Ebersberg († 1279)
      1. Eberhard I. Reiz von Breuberg († 1286); ⚭ Elisabeth von Büdingen († 1274)
        1. Gerlach von Breuberg (* um 1245; † 1306), Landvogt der Wetterau und Reichsvikar von Thüringen, ⚭ Lukardis
          1. Eberhard III. von Breuberg († 1323); ⚭ Mechthild Gräfin von Waldeck (um 1287-nach 1340)
            1. Gerlach
            2. Elisabeth († 1358); ⚭ 1321 Graf Rudolf IV. von Wertheim (1305–1354)
            3. Lukard (Lutgard); I. ⚭ 1326 Konrad VI. von Weinsberg († 1328); II. ⚭ 1328 Gottfried V. von Eppstein

        2. Agnes (* ?; † 10. Juli 1302) ⚭ 1323 Eberhard V, Schenk von Erbach zu Erbach (* vor 1277, † vor 1303) Burg Kleinsteinbach
        3. Arrois von Breuberg (nach † 1324); ⚭ Gisela von Falkenstein († 1314)
          1. Kunigunde (Chuntzinne) († 1358); ⚭ vor 1324 Konrad V. von Trimberg
          2. Mechthild (1317–1329), Nonne

        4. Eberhard II. von Breuberg, Kanoniker in Mainz,

      2. Sigebodo von Breuberg (* vor 1246), Domkapitular zu Würzburg
      3. Konrad II. Reiz von Breuberg (gleichzeitig Konrad I. von Frankenstein) († 1264); ⚭ Elisabeth von Weiterstadt

## Wappen
Die Herren von Breuberg änderten mehrmals ihr Wappen. In alten Siegeln erscheinen zuerst ein im gespaltenen Schild rechts in Rot ein goldener blaubekrönter und -bezungter Löwe, links in Silber und Blau gerautet, ursprünglich das Wappen der Herren von Lützelbach. Später im 13. Jahrhundert wurde wohl das Wappen der Büdinger als deren Haupterben und Rechtsnachfolger übernommen, ein Schild mit 2 roten Balken in Silber. Eine letzte Änderung erfolgte durch Konrad II. Reiz von Breuberg, in Folge der Erbauung der Burg Frankenstein und Inbesitznahme der Herrschaft Franckenstein mit einer auf Gold schräggestellten roten Streitaxt.

Wappen der Herren von Lützelbach-Breuberg
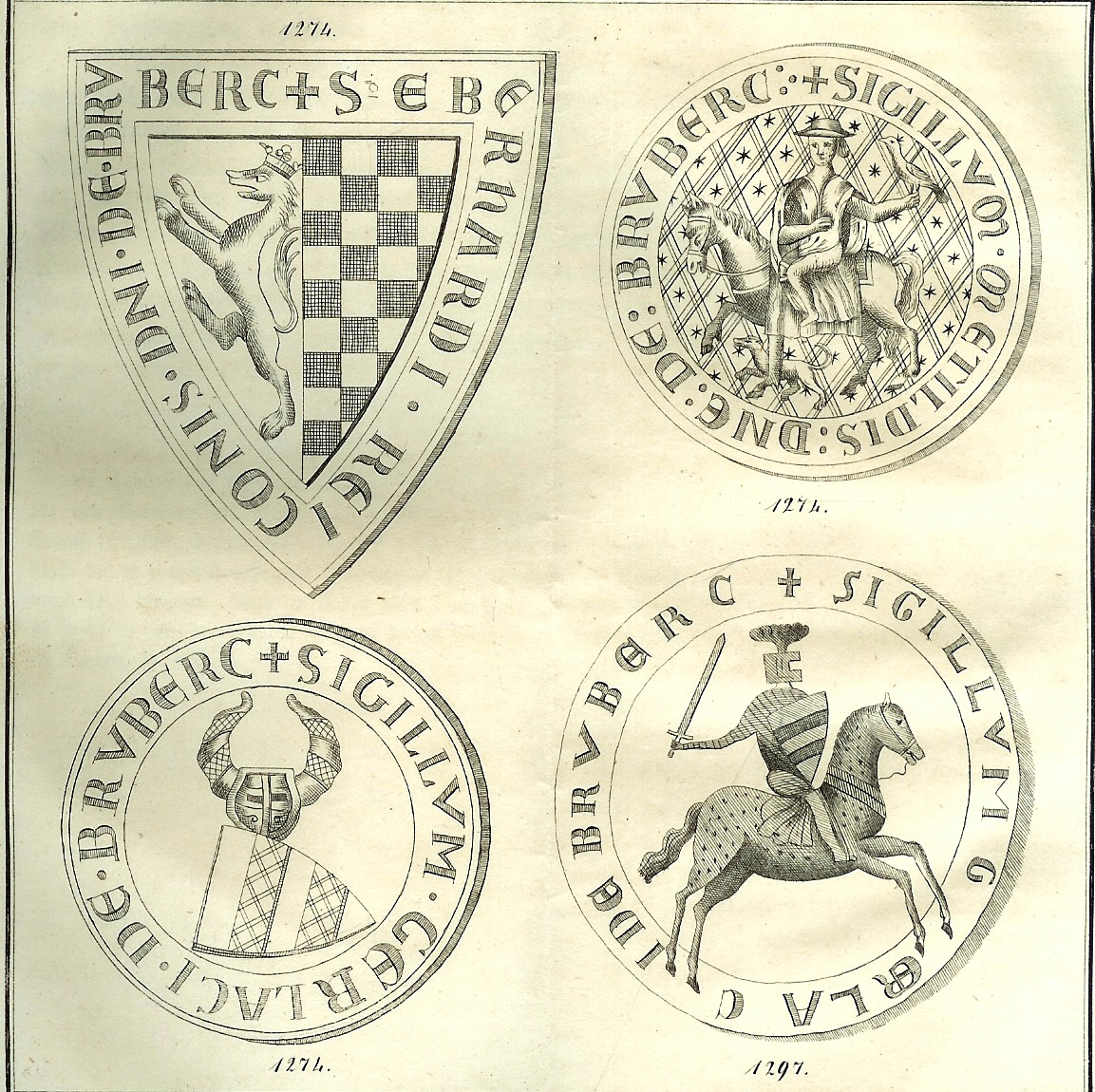
Breuberger Siegel im Laufe der Zeit
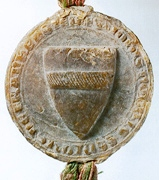
Siegel des Johannes von Breuberg um 1291
Wappen der Herren von Breuberg um 1290–1350
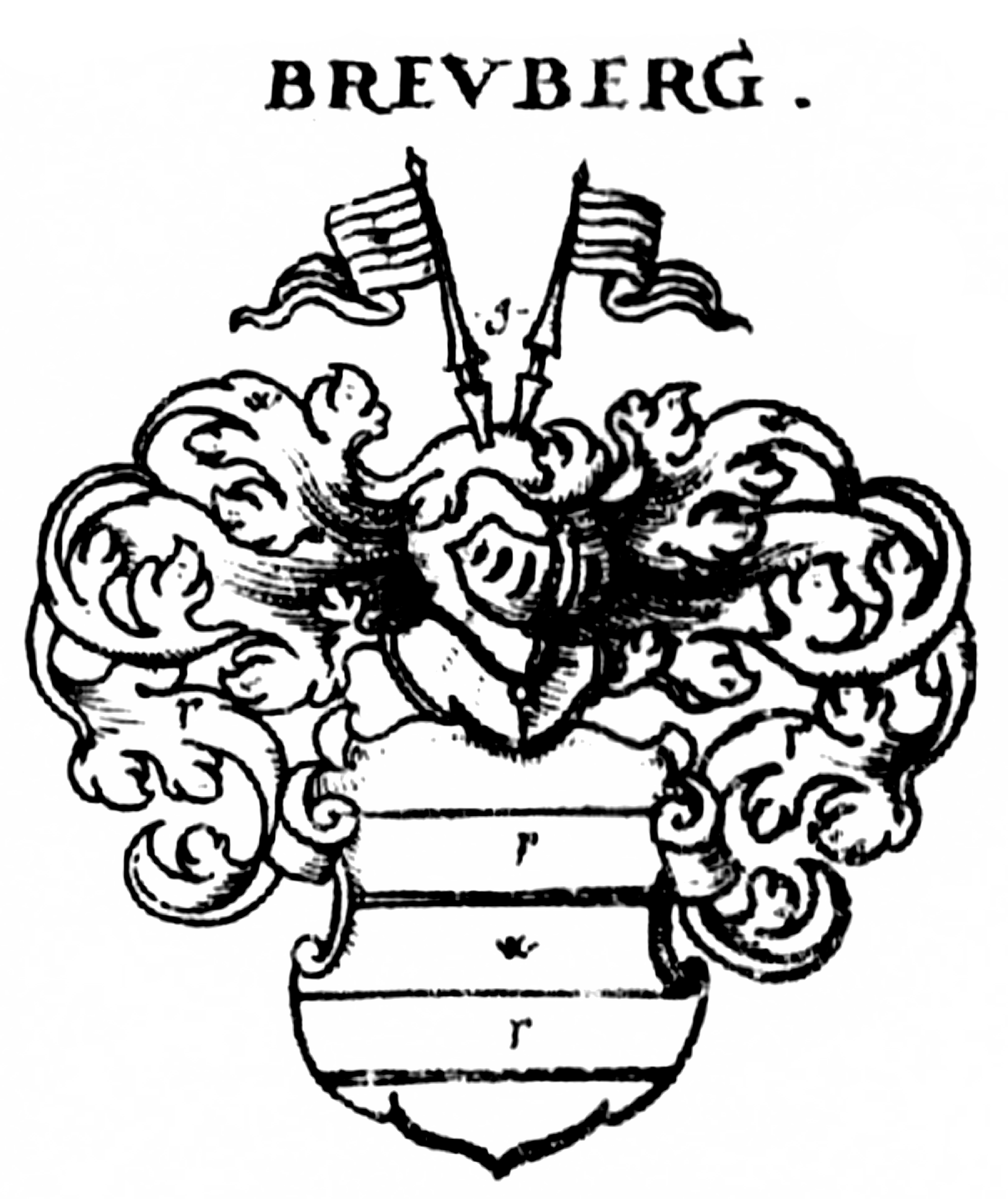
Stammwappen in Siebmachers Wappenbuch
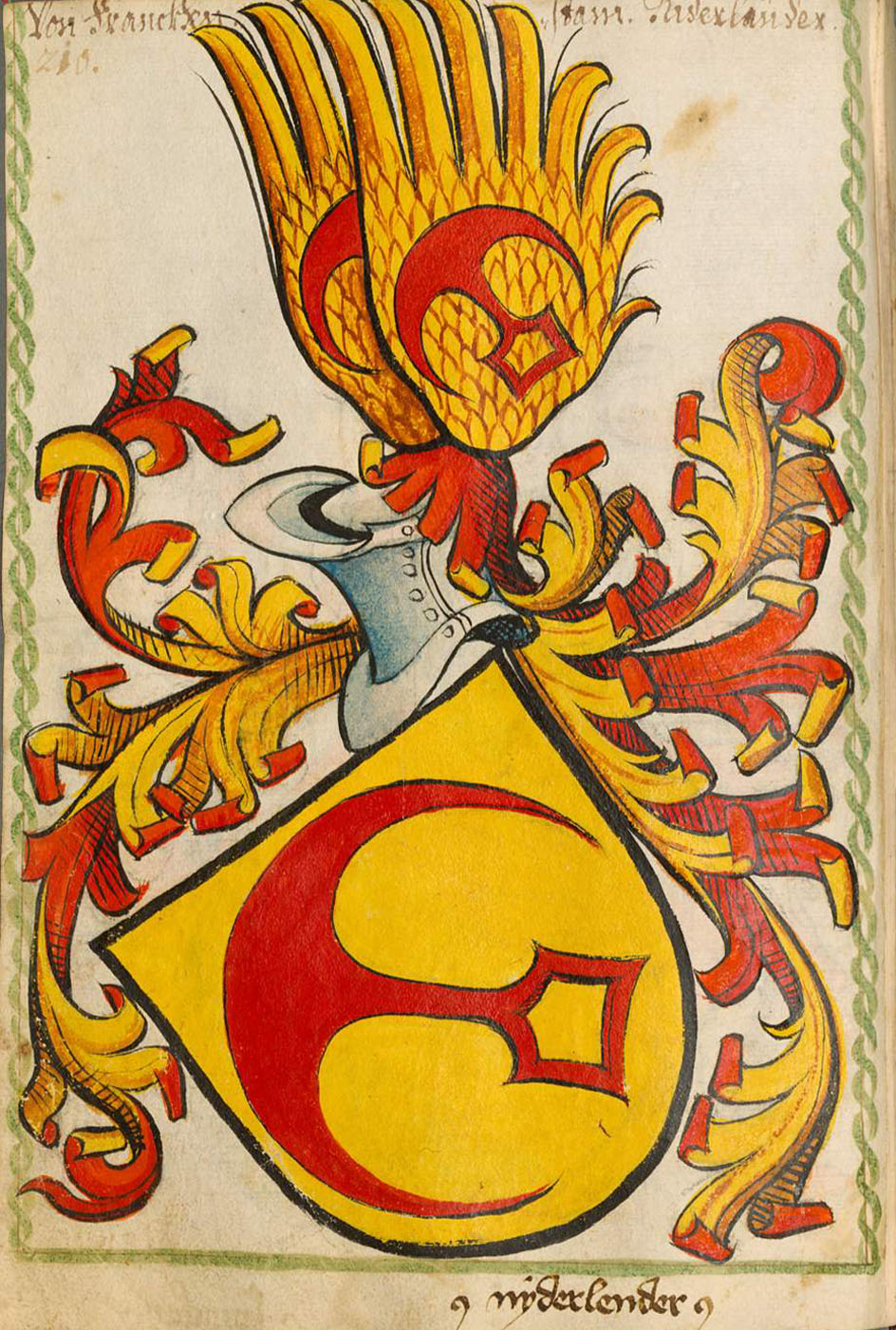
Wappen der Herren von Frankenstein
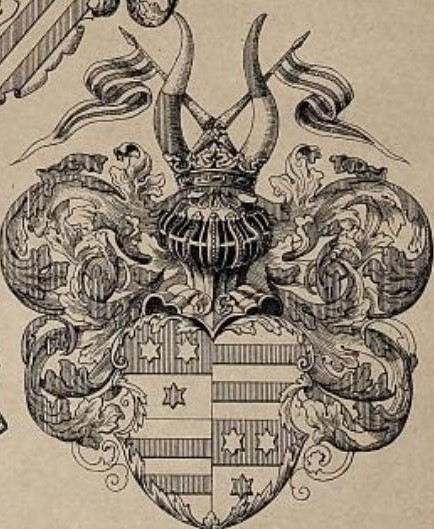
Gemehrtes Wappen der Grafen zu Erbach als mitregierende Herren zu Breuberg in der Herrschaft Breuberg (Feld 2 und 3)
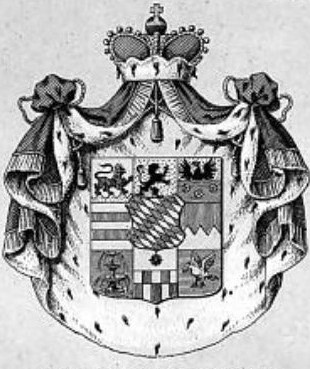
Gemehrtes Wappen der Fürsten zu Löwenstein-Wertheim-Rosenstein als mitregierende Herren zu Breuberg in der Herrschaft Breuberg (Feld 4)